# Augusto Weberbauer
August "Augusto" Weberbauer (Breslávia, 26 de novembro de 1871 — Lima, 16 de janeiro de 1948) foi um botânico e professor alemão.

## Obras
- Die Pflanzenwelt des peruanischen Anden in ihren Grundzügen Dargestellt (1911).
- El mundo vegetal de los Andes Peruanos (1945).